# Махмуд Тоган-хан
Махмуд Тоган-хан (д/н — 1162) — 2-й каган Східнокараханідського ханства в Узгені 1156—1162 роках.

## Життєпис
Походив з гасанідської гілки династії Караханідів. Син Хусейна Тогрул-Карахана. Спадкував після смерті останнього 1156 року. Прийняв титул тоган-хана, підкресливши самостійність своєї держави.
Долучився 1158 року до походу ілек-туркмена Мухаммада Богра-хана II, кагана в Кашгарі, проти хорезмшаха Іл-Арслана. Помер за невідомих обставин 1162 року. Йому спадкував брат Ібрагім III Богра-хан.